# Searing Meadow
Searing Meadow ist eine finnische Melodic-Death-Metal-Band aus Turku, die 1999 gegründet wurde.

## Geschichte
Die Band wurde im Sommer 1999 von den Freunden Mika Ikonen (E-Gitarre, Gesang) und Ville Pekkala (E-Gitarre) gegründet. Nach ein paar Monaten stießen sie auf den Bassisten Ville Korhonen, der der Band beitrat. Im Sommer 2000 wurde die Besetzung durch den Schlagzeuger Antti Hakkala ergänzt. Im Oktober 2000 wurde das Demo Slowly Creeping aufgenommen, das drei Lieder enthält. Das zweite Demo schloss sich im November 2001 unter dem Namen Once Adored an, ehe im November des Folgejahres das dritte Demo Enduring Enchantment erschien. Anfang 2004 unterzeichnete die Band einen Plattenvertrag bei dem finnischen Label Rising Realm Records. Im März/April wurde daraufhin mit dem Produzenten Kari Nieminen in den Musamuusa Studios das Debütalbum Corroding from Inside aufgenommen. Das Album wurde im Juli 2005 in Europa veröffentlicht. In den USA war das Album bereits im März über Crash Music erschienen. Im Dezember 2004 war die Besetzung durch den dritten Gitarristen Sasu Haapanen erweitert worden, sodass sich Ikonen etwas mehr auf den Gesang konzentrierte. Da Korhonen aus beruflichen Gründen die Besetzung verlassen musste, stieß im Juni 2005 Miska Lehtivuori von Fall of the Leafe als Ersatz dazu. Im Februar 2007 wurden in den Noise Camp Studios zwei neue Lieder aufgenommen, die das Demo Promo 2007 bildeten. Seit 2014 pausiert die Band.

## Stil
Laut Murat Batmaz von seaoftranquility.org bietet Corroding from Inside melodischen, geradlinigen Death Metal. Die Gruppe sei außerdem in Rezensionen häufiger mit Amorphis verglichen worden. Die Musik werde getrieben von sich wiederholenden Riffs, wobei sie Gesang enthalte, der leicht gegrowlt werde. Ikonen versuche variabel zu klingen, jedoch sei das Resultat immer noch zu eindimensional. Er höre sich dabei etwas wie Taneli Jarva von Sentenced Mitte der 1990er Jahre an. K. Huckins von deadtide.com rezensierte das Album ebenfalls und zog einen Vergleich zu Elegy von Amorphis. Die Veröffentlichung komme an den genannten Tonträger jedoch nicht heran, da es zwar nicht an technischer Spielfähigkeit der Mitglieder mangele, jedoch könne die Musik kaum Emotionen wecken.

## Diskografie
- 2000: Slowly Creeping In (Demo, Eigenveröffentlichung)
- 2001: Once Adored (Demo, Eigenveröffentlichung)
- 2002: Enduring Enchantment (Demo, Eigenveröffentlichung)
- 2005: Corroding from Inside (Album, Rising Realm Records)
- 2007: Promo 2007 (Demo, Eigenveröffentlichung)